# Камели Ратувоу
Камели Ратувоу (енгл. Kameli Ratuvou; 6. новембар 1983) професионални је рагбиста и репрезентативац Фиџија, који тренутно игра за италијански рагби клуб Зебре. Био је део селекције Фиџија на светском купу одржаном у Француској 2007. Седам година успешно је играо за енглеског премијерлигаша Сараценсе, за које је постигао 32 есеја у 99 мечева. Ратувоу је универзални бек, може играти и центра и крило и аријера. Постигао је 5 есеја у 16 утакмица за Фиџи. Играо је и за рагби 7 репрезентацију Фиџија. 